# Battaglia di Efeso (1147)
La battaglia di Efeso ebbe luogo il 24 dicembre 1147, durante la seconda crociata. L'esercito crociato francese, guidato da Luigi VII, riuscì a respingere con successo un'imboscata dei Selgiuchidi del sultanato di Rum appena fuori dalla città di Efeso.

## Antefatti
Luigi VII guidò l'esercito francese dall'Europa fino a Gerusalemme. Il re, dopo aver avuto notizia della battaglia di Dorylaeum combattuta nell'ottobre 1147 che vide la sconfitta dei crociati tedeschi guidati dall'imperatore Corrado III, aveva deciso di muoversi con l'esercito restando vicino alla costa. All'inizio di dicembre del 1147 l'esercito si fermò per riposare presso l'antica città di Efeso prima di proseguire attraverso la valle del Meandro per raggiungere il porto di Adalia. All'arrivo a Efeso, Luigi fu avvertito da una lettera dell'imperatore bizantino Manuele I, che nei pressi della città erano presenti i turchi selgiuchidi, scesi in guerra contro i crociati da poco, e che sarebbe stato più saggio per il re e per l'esercito rimanere dentro i territori bizantini protetti dalle fortezze. Luigi non diede seguito al consiglio e si stabilì ad Efeso. Alla fine del mese di dicembre continuò la marcia per raggiungere Adalia, conducendo i soldati fuori da Efeso.

## Battaglia
Mentre i francesi attraversavano la valle del Decervium, appena fuori Efeso, mentre stavano riposando, caddero in un'imboscata per mano dei selgiuchidi. I dettagli della battaglia sono scarsi, ma secondo il testimone Oddone di Deuil, il coraggio dei crociati impedì ai turchi di sconfiggere i francesi. Oddone affermò anche che le truppe musulmane erano guidata da comandanti bizantini.

## Conseguenze
I turchi continuarono ad attaccare l'esercito crociato e furono in grado di infliggere una devastante sconfitta ai francesi nella battaglia di Monte Cadmo, nel gennaio del 1148.